# 威廉·谢尔顿
威廉·李·谢尔顿空军上将，（英語：William L. Shelton，1954年2月25日—），退役美国空军上将。于2011年1月晋升上将，担任美国空军空间司令部司令，2014年9月1日，将职位移交给约翰·海腾,退役。此前，他担任美国空军助理参谋长兼参谋部主任。更早，他曾担空军部长办公室工作，担任作战一体化主管和首席信息官。

## 生平

### 背景和教育
威廉·谢尔顿大学就读于美国空军学院，1976年毕业，获得航天工程理学学士学位。1980年，他再空军工学院获得航天工程硕士学位。

### 军官生涯
谢尔顿毕业后，1976年6月2日，被委任为空军军官，授予少尉军衔。谢尔顿从1976年8月至1979年5月一直在位于加利福尼亚州的范登堡空军基地的空间和导弹试验中心工作，第一个职位是发射设备管理员，之后分别担任发射主管、司令官技术助理等职，1978年6月2日，晋升中尉。之后，谢尔顿到位于俄亥俄州赖特-帕特森空军基地的空军工学院学习，1980年12月毕业，获得航天工程理学硕士学位。
毕业后，谢尔顿被分配到德克萨斯州休斯敦的约翰逊航天中心，担任航天飞机飞行控制员，直到1985年7月。并在1980年6月2日晋升上尉，1985年5月1日晋升少校。1985年7月，谢尔顿再次回到学校，前往位于弗吉尼亚州诺福克的武装部队参谋学院。
完成学习后，他被前往位于科罗拉多州科泉市的彼得森空军基地，担任空军空间司令部副作战主管。1988年8月，谢尔顿前往华盛顿特区，在空军部长办公室工作，从事空间规划和政策事物。1990年3月1日，谢尔顿晋升为中校，同年8月，再次回到科罗拉多州，在法尔孔空军基地工作，该基地在1998年已改称施里弗空军基地，担任第2空间作战中队中队长。
在完成他的第一个军事主官任期后，1992年6月，谢尔顿回到到比邻的彼得森空军基地，担任空军空间司令部副司令的执行官，1年后，他再次回到法尔孔空军基地，1993年6月至1994年7月1年时间里，担任第50空间联队作战大队大队长。1994年2月1日，晋升上校。担任过第2个军事主官后，谢尔顿再次深造，前往华盛顿特区的国家战争学院，1995年5月毕业，获得国家安全战略理学硕士学位。
完成学业后，谢尔顿到首都，在国防部分管核生化防御计划的助理国防部长手下工作，担任副项目经理，合作降低威胁计划办公室行政助理。1996年，他参加了雪城大学和约翰斯-霍普金斯大学为高级官员举办的在国家安全项目。1997年9月，他前往怀俄明州的弗朗西斯E.沃伦空军基地，担任第90空间联队联队长。
从1999年9月至2000年7月，他再次在首都，在空军参谋部A8计划和方案副总参谋长办公室工作，担任空间优势处处长，2000年7月至2000年11月，仍在该副参谋长旗下担任人力资源和组织主管。

### 将官生涯
2000年11月，谢尔顿再次回到彼得森空军基地，在美国空军空间司令部担任需求主管，2001年1月1日，晋升准将。在空军司令部工作至2003年6月，先后担任多个岗位，包括A8计划规划主管，A3空天作战主管。
在空军空间司令部任职后，谢尔顿调到位于内布拉斯加州奥福特空军基地的美国战略司令部，先后担任能力和资源整合主管、J5计划政策主管。2004年7月1日，晋升少将。
2005年5月，谢尔顿回到他军官的起点范登堡空军基地，担任第14航空队司令。2006年7月，美军指挥链调整，兼任了美国战略司令部联合空间机能司令部司令。
总统提名谢尔顿晋升中将，仍然担任现职，参议院确认后，2008年1月8日，在范登堡空军基地举行了隆重的晋升仪式，美国战略司令部司令凯文·奇尔顿上将和空间空间司令部司令罗伯特·凯勒上将参加了仪式并讲话。
2008年12月，谢尔顿再次回到首都，在空军部长办公室工作，担任作战一体化主管和首席信息官。
2011年1月5日，谢尔顿晋升上将，担任空军空间司令部司令。

### 教育经历
- 1976年，科罗拉多州，科泉市，美国空军学院，科学，获航天工程理学学士学位
- 1980年，俄亥俄州，赖特-帕特森空军基地，空军技术学院，获航天工程理学硕士学位
- 1986年，弗吉尼亚州，诺福克，武装部队参谋学院
- 1995年，华盛顿特区，国家战争学院，获国家安全战略理学硕士学位
- 1996年，雪城大学，约翰·霍普金斯大学，国家安全高级官员课程
- 1997年，麻省理工学院，第21期高级研讨班，研究员

### 任职经历
1. 1976年8月—1979年5月，加利福尼亚州，范登堡空军基地，空间导弹测试中心，发射设备管理员、发射主管、司令技术助理
2. 1979年5月—1980年12月，俄亥俄州，赖特-帕特森空军基地，美国空军工学院，研究生
3. 1981年1月—1985年7月，德克萨斯州，休斯敦，约翰逊航天中心，航天飞机飞行控制员
4. 1985年7月—1986年1月，弗吉尼亚州，诺福克，武装部队参谋学院，学生
5. 1986年1月—1988年7月，科罗拉多州，彼得森空军基地，空军空间司令部，分管作战副参谋长，参谋
6. 1988年8月—1990年8月，华盛顿特区，空军部长办公室，空间计划和政策办公室，参谋
7. 1990年8月—1992年6月，科罗拉多州，法尔孔空军基地，第2空间作战中队，中队长
8. 1992年6月—1993年6月，科罗拉多州，彼得森空军基地，空军空间司令部，副司令员的执行官
9. 1993年6月—1994年7月，科罗拉多州，法尔孔空军基地，第50空间联队，作战大队，大队长
10. 1994年8月—1995年6月，华盛顿特区，国家战争学院，学生
11. 1995年6月—1997年9月，华盛顿特区，核生化防御计划助理国防部长办公室，协作减少威胁计划办公室，副项目经理、行政助理
12. 1997年9月—1999年8月，俄明州，弗朗西斯·E·沃伦空军基地，第90空间联队，联队长
13. 1999年9月—2000年7月，华盛顿特区，空军参谋部，计划和方案副总参谋长办公室，空间优势处，处长
14. 2000年7月—2000年11月，该部人力组织主管
15. 2000年11月—2002年5月，科罗拉多州，彼得森空军基地，空军空间司令部，需求主管
16. 2002年6月—2003年1月，该部A8计划方案主管
17. 2003年1月—2003年5月，该部A3空天作战主管
18. 2003年6月—2005年1月，内布拉斯加州，奥福特空军基地，美国战略司令部，J8能力资源整合主管
19. 2005年1月—2005年5月，该部J5计划政策主管
20. 2005年5月—2008年12月，加利福尼亚州，范登堡空军基地，第14航空队，司令；美国战略司令部，空间联合机能司令部，司令
21. 2008年12月—2009年7月，华盛顿特区，空军部长办公室，作战一体化主管、首席信息官
22. 2009年7月—2011年1月，华盛顿特区，空军参谋部，助理副参谋长、参谋主任
23. 2011年1月—2014年8月，科罗拉多州，彼得森空军基地，空军空间司令部，司令

### 联合岗位经历
1. 1995年6月—1997年9月，华盛顿特区，核生化防御计划助理国防部长办公室，协作减少威胁计划办公室，副项目经理、行政助理
2. 2003年6月—2005年1月，内布拉斯加州，奥福特空军基地，美国战略司令部，J8能力资源整合主管
3. 2005年1月—2005年5月，该部J5计划政策主管
4. 2005年5月—2008年12月，加利福尼亚州，范登堡空军基地，美国战略司令部，联合空间作战，司令
5. 2005年5月—2008年12月，加利福尼亚州，范登堡空军基地，美国战略司令部，空间联合机能司令部，司令

### 功奖和徽章
|  | 通信信息徽章       |
|  | 空间徽章           |
|  | 伞兵徽章           |
|  | 国防部长办公室徽章 |

| | 空军杰出服役勋章       |
| Bronze oak leaf cluster                                                                               | 国防部优异服役勋章 2次 |
| Bronze oak leaf cluster                                                                               | 功绩勋章 2次           |
| Bronze oak leaf cluster                                                                               | 国防部军功奖章 2次     |
| Bronze oak leaf cluster · Bronze oak leaf cluster · Bronze oak leaf cluster · Bronze oak leaf cluster | 军功奖章 5次           |
| | 空军嘉奖               |
| Bronze oak leaf cluster                                                                               | 联合功绩集体奖 2次     |
| Bronze oak leaf cluster · Bronze oak leaf cluster · Bronze oak leaf cluster · Bronze oak leaf cluster | 空军优秀集体奖 5次     |
| Bronze oak leaf cluster                                                                               | 空军优秀组织奖 2次     |

## 衔晋表
| 标志 | 军衔 | 日期           |
| ---- | ---- | -------------- |
|      | 上将 | 2011年1月5日   |
|      | 中将 | 2007年12月20日 |
|      | 少将 | 2004年7月1日   |
|      | 准将 | 2001年1月1日   |
|      | 上校 | 1994年2月1日   |
|      | 中校 | 1990年3月1日   |
|      | 少校 | 1985年5月1日   |
|      | 上尉 | 1980年6月2日   |
|      | 中尉 | 1978年6月2日   |
|      | 少尉 | 1976年6月2日   |